# 자푸라강

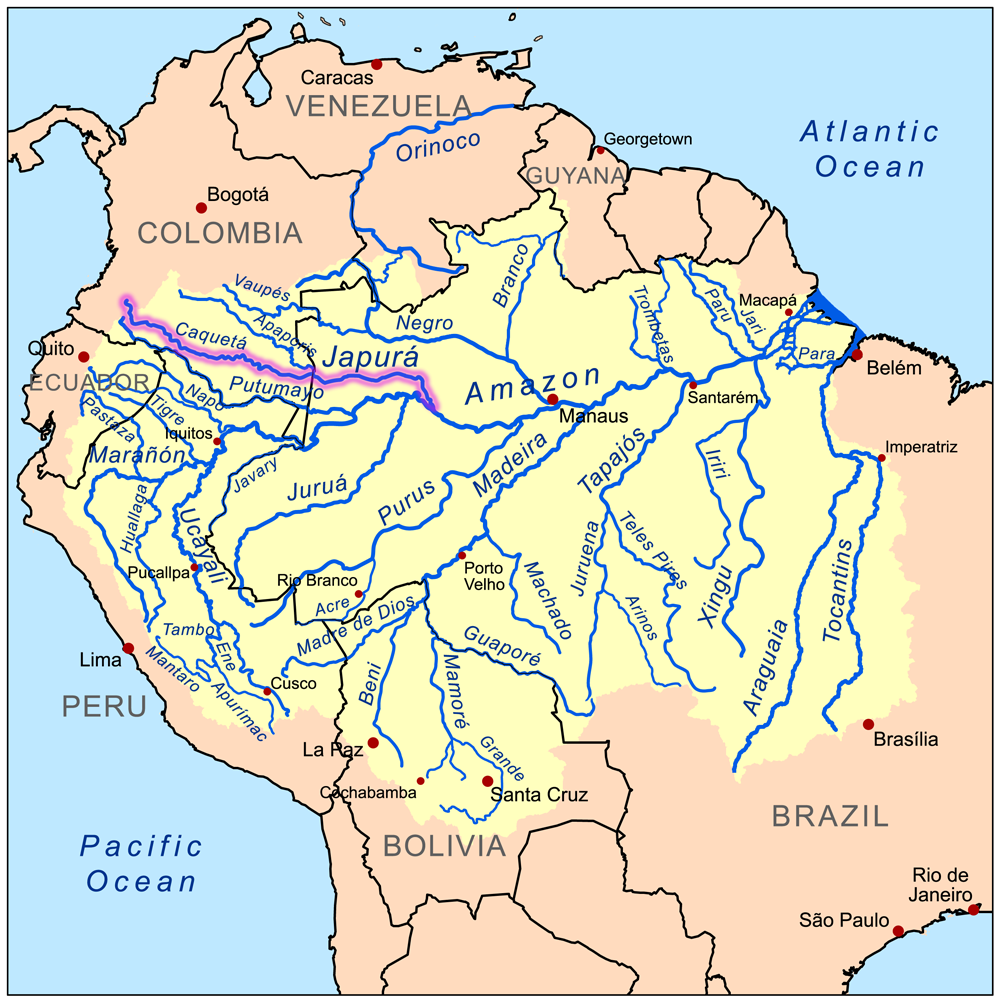
아마존강의 유역: 자푸라강이 굵게 표시되어 있다.

자푸라강(포르투갈어: Rio Japurá, 영어: Japurá River) 또는 카케타강(스페인어: Río Caquetá, 영어: Caquetá River)은 아마존 분지에 있는 강으로, 길이는 약 2,816 km(1,750 mi)이다. 카퀘타강은 콜롬비아 남서부의 안데스산맥에서 발원하여 남동쪽으로 흘러 브라질로 들어가는데, 브라질에서 이 강은 자푸라강이라고 불린다. 자푸라강은 수로망을 통해 아마존강으로 흘러 들어간다. 브라질에서 자푸라강은 작은 보트를 이용해 항행 가능하다.

## 같이 보기
- 카케타주